# Пластово
Пластово је насељено мјесто у Далмацији. Припада граду Скрадину, у Шибенско-книнској жупанији, Република Хрватска.

## Географија
Налази се 6 км сјеверно од Скрадина.

## Историја
До територијалне реорганизације у Хрватској насеље се налазило у саставу бивше велике општине Шибеник. Током рата у Хрватској (1991–1995), Пластово је било у саставу Републике Српске Крајине.

## Култура
У Пластову се налази римокатоличка црква Св. Николе.

## Становништво
Према попису из 1991. године, Пластово је имало 539 становника, од чега 327 Срба, 198 Хрвата, 7 Југословена и 7 осталих. Према попису становништва из 2001. године, Пластово је имало 200 становника. Пластово је према попису становништва из 2011. године имало 204 становника.
| Националност       | 1991. | 1981. | 1971. | 1961. |
| Срби               | 327   | 278   | 383   | 384   |
| Хрвати             | 198   | 184   | 224   | 232   |
| Југословени        | 7     | 91    | 14    |       |
| остали и непознато | 7     | 1     | 6     | 1     |
| Укупно             | 539   | 554   | 627   | 617   |

| Демографија | Демографија | Демографија |
| Година      | Становника  | Становника  |
| ----------- | ----------- | ----------- |
| 1961.       | 617         |             |
| 1971.       | 627         |             |
| 1981.       | 554         |             |
| 1991.       | 539         |             |
| 2001.       | 200         |             |
| 2011.       |             | 204         |

## Попис 1991.
На попису становништва 1991. године, насељено место Пластово је имало 539 становника, следећег националног састава:
| Попис 1991.‍  | Попис 1991.‍  | Попис 1991.‍ | Попис 1991.‍ | Попис 1991.‍ |
| ------------ | ------------ | ----------- | ----------- | ----------- |
|              |              |             |             |             |
| Срби         | Срби         |             | 327         | 60,66%      |
| Хрвати       | Хрвати       |             | 198         | 36,73%      |
| Југословени  | Југословени  |             | 7           | 1,29%       |
| Словаци      | Словаци      |             | 1           | 0,18%       |
| неопредељени | неопредељени |             | 6           | 1,11%       |
| укупно: 539  |              |             |             |             |

## Презимена
- Бијелић — Православци
- Гардијан — Православци
- Добријевић — Православци
- Мрђић — Православци
- Трнинић — Православци
- Ширко — Православци
- Багић — Римокатолици
- Вранић — Римокатолици
- Сладић — Римокатолици
- Урукало — Римокатолици